# شهرستان آلکساندروو-گایسکی
شهرستان آلکساندروو-گایسکی (به لاتین: Alexandrovo-Gaysky District) یک شهرستان در روسیه است که در استان ساراتوف واقع شده‌است.